# 赫魯希夫卡 (庫皮揚斯克區)
49°40′34″N 37°28′20″E / 49.67611°N 37.47222°E
赫魯希夫卡（烏克蘭語：Грушівка）是位於烏克蘭東部的村莊，由哈爾科夫州庫皮揚斯克區的金德拉希夫卡市鎮負責管轄。該村處於謝涅克河畔，始建於1815年，面積2.96平方公里，海拔高度111米，2001年人口1,294。